# ルノー・オーストラル
オーストラル（AUSTRAL）は、フランスの自動車メーカーのルノーが生産・販売する中型クロスオーバーSUVである。
車名はラテン語の「Australis」に由来し、南半球の活気と熱を想起させるネーミングとしている。

## 概要
2021年12月6日にソーシャルメディア上にて概要が公開され、2022年3月8日に正式に発表された。
オーストラルはルノーの新しいCI（ロザンジュ）が装着された最初のモデル。サイズは欧州Cセグメント級のクロスオーバーSUVで、かつて販売されていたカジャーの後継にあたるモデルとなり、ルノーのラインナップではキャプチャーとコレオス（2023年よりエスパス）の中間に位置する車種となる。
グループPSA（現・ステランティス）から移籍したジル・ヴィダルが主体となってデザインされたエクステリアは、新世代のデザイン言語「アスレチックデザイン」に則ったものであり、ボディにはメガーヌEテック・エレクトリックで初採用された「マイクロオプティック・プレキシガラス技術」が使われている。
アルカナやキャプチャー同様、パワートレインにはF1で培われた技術を参考に設計したドグクラッチ式トランスミッションと1.2L直3ターボ（HR12）を組み合わせたハイブリッドシステム「E-TECH」を柱に、1.2L直3ターボ・マイルドハイブリッドや1.3L直4ターボ・マイルドハイブリッドの3種を採用することで、走行性能と燃費を両立させている。ディーゼルエンジンは未設定。
プラットフォームはカジャーと同じくCMF-C/Dを採用するが、最新版である「CMF-C/D 3」にアップデートされている。駆動方式はFFと4WDの2種が用意される。なお、このプラットフォームはイギリスで生産される3代目日産キャシュカイと共通である。
サスペンションは前輪はストラット、後輪はトーションビームが基本だが、4WDの上級グレードにおいては四輪操舵システム「4Control Advanced」とセットでマルチリンクを選択することも可能である。
インテリアでは、ディスプレイには12.3インチのデジタルメーターに加え、12インチの大型タッチインフォメーションシステムを設定。また、ヘッドアップディスプレイも9.3インチの大画面タイプとすることで多彩な情報をわかりやすく表示することが可能となっている。オーディオシステムにはハーマン・カードン製スピーカーも設定されている。
アルピーヌにインスパイアされた「エスプリ アルピーヌ（ESPRIT ALPINE）」もルノーブランドで初めて設定される。
生産はスペインのパレンシア工場にて行われる。
なお6代目エスパスは、オーストラルをベースにロングホイールベース化したものである。